# Das Leben und Riley
Das Leben und Riley (Originaltitel Girl Meets World) ist eine US-amerikanische Jugend-Sitcom der Walt Disney Company, die vom Alltag von Riley Matthews, der Tochter von Cory und Topanga, sowie ihrer besten Freundin Maya Hart erzählt. Daneben handelt sie auch von den Abenteuern der beiden mit ihren Freunden, von ihren Sorgen und Problemen im Schulalltag und dem Erwachsenwerden. Die Comedyserie ist die Fortsetzung der ABC-Serie Das Leben und Ich, die in den 1990er-Jahren über sieben Staffeln lief.
Die erste Episode wurde am 27. Juni 2014 im Anschluss an den Disney Channel Original Movie Ferngesteuert von dem US-amerikanischen Fernsehsender Disney Channel ausgestrahlt.
Am 5. Januar 2017 wurde das Ende der Serie nach der dritten Staffel offiziell bekanntgegeben. Das Serienfinale wurde am 20. Januar 2017 in den Vereinigten Staaten ausgestrahlt.

## Handlung
Die Serie handelt von den beiden besten Freundinnen Riley Matthews und Maya Hart, die gemeinsam die siebte Klasse in einer Middle School in New York City besuchen. Gemeinsam kämpfen sich die beiden Mädchen durch die Herausforderungen, die das Leben eines Teenagers mit sich bringt. Zu allem Überfluss stehen Rileys Eltern ihr näher als ihr recht ist. Rileys Vater Cory ist ihr neuer Geschichtslehrer. Ihre Mutter Topanga arbeitet als Anwältin.

## Produktion

### Entstehung
Erste Berichte über eine geplante Nachfolgeserie zu Das Leben und Ich, die unter dem Originaltitel Boy Meets World in den 1990er-Jahren über sieben Staffeln bei ABC lief, kamen im November 2012 auf. Die im Original unter dem Titel Girl Meets World bekannte Fortsetzung handelt von Cory Matthews’ und Topanga Lawrences 12-jähriger Tochter Riley und ihrer Freundin Maya. Als Showrunner fungieren Michael Jacobs und April Kelly, die beiden Schöpfer von Das Leben und Ich, die nun auch die Fortsetzung entwickelten.
Die Dreharbeiten zur Pilotfolge fanden im März 2013 statt. Rund drei Monate später gab der Disney Channel grünes Licht für eine erste Staffel mit zunächst 13 Episoden. Im Januar 2014 wurde die Episodenanzahl der ersten Staffel um 8 Episoden auf insgesamt 21 erhöht. Die Vermarktung der Serie lief im Frühjahr 2014 an. So wurde der erste Trailer Anfang Mai 2014, der Vorspann sowie das Titellied im weiteren Verlauf des Monates veröffentlicht.
Am 6. August 2014 bestellte Disney Channel eine zweite Staffel, deren Produktion im November 2014 begann.
Am 25. November 2015 wurde eine dritte Staffel angekündigt, die seit Januar 2016 produziert wurde und ab dem 3. Juni 2016 ausgestrahlt wurde.

### Casting
Vorsprechen für die Rollen begannen Mitte November 2012 für die Hauptrollen von Riley Matthews, der Tochter von Cory und Topanga, für Maya, eine geistreiche Freundin von Riley, die eine bewegte Vergangenheit hat, und Elliot, Rileys älterer Bruder. Zu dem Charakter von Cory Matthews wurde berichtet, dass er in der siebten Klasse Geschichtslehrer sei und Riley und Maya unterrichte.
Am 28. Januar 2013 wurde bekannt gegeben, dass Rowan Blanchard die Rolle der Riley Matthews bekomme. Es folgte drei Tage später, am 31. Januar, die Ankündigung, dass Sabrina Carpenter die Rolle der Maya Hart bekomme (obwohl Carpenter einen Plattenvertrag bei Hollywood Records unterzeichnet hat, gab es keine Pläne, den Charakter Maya zu einer Sängerin zu machen). Dann, Anfang März 2013, wurde bekannt, dass Teo Halm die Rolle von Cory und Topangas Sohn und Rileys älteren Bruder Elliot bekommen hat, welche jedoch ein halbes Jahr später wieder aus dem Drehbuch entfernt wurde, da Disney entschied, dass ein kleiner Bruder besser in die Serie passe. Am 20. März 2013 wurde bekannt gegeben, dass Peyton Meyer die Rolle des Lucas Friar bekommen hat, der als potenzieller Freund von Riley dienen soll. Am 22. März 2013 wurde bekannt gegeben, dass Corey Fogelmanis die Rolle des Farkle Minkus bekommen hat, welcher der Sohn von Stuart Minkus ist und genau wie sein Vater ein Genie ist. Zudem kehrt auch William Daniels wieder in seine alte Rolle als George Feeny zurück.

## Figuren

### Hauptfiguren

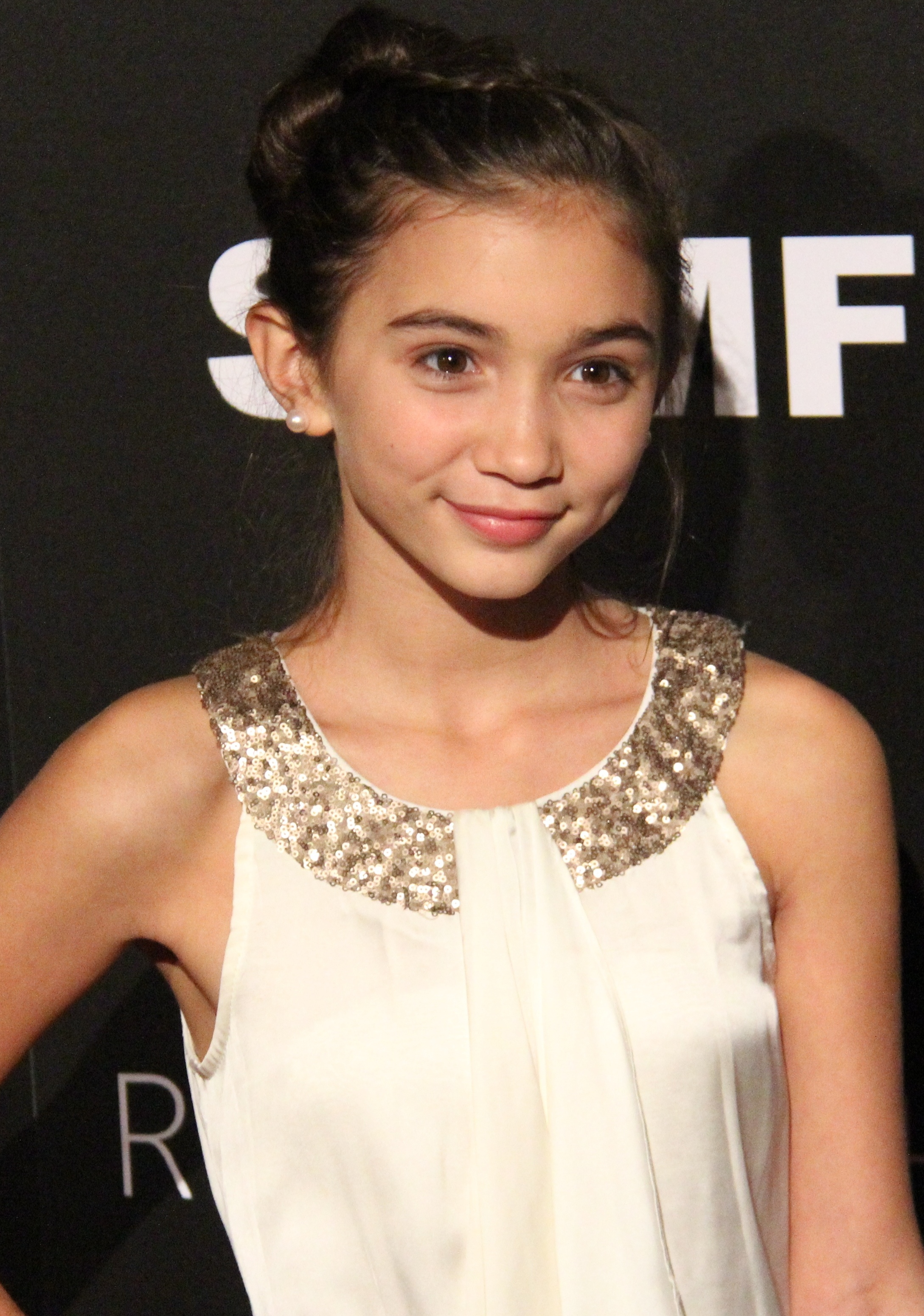
Rowan Blanchard spielt die Hauptfigur Riley

Riley Matthews ist ein fröhliches und auch sehr verantwortungsvolles junges Mädchen. Sie kümmert sich um ihre Familie und Freunde, arbeitet hart in der Schule und versucht immer, das Richtige zu tun. Gemeinsam mit ihrer allerbesten Freundin Maya besucht sie die 7. Klasse der John Quincy Adams Middle School. Riley ist die 12-jährige Tochter von Cory und Topanga Matthews und wurde etwa ein Jahr nach dem Finale der Vorgängerserie Das Leben und Ich geboren. Zusammen mit dem Rest ihrer Familie wohnt sie in New York City. In der Schule verliebt sie sich in ihren Mitschüler Lucas. Nachdem sie zusammen ein Date hatten, entscheiden sie, zunächst Freunde zu bleiben.
Cornelius „Cory“ Matthews ist der Vater von Riley und Auggie und der Ehemann von Topanga. Er ist Geschichtslehrer an der John Quincy Adams Middle School und unterrichtet auch in der Klasse seiner Tochter Riley. Cory will nur das Beste für Riley und ihre Freunde. Durch seinen Geschichtsunterricht lehrt er sie über das Leben. Ihm fällt es manchmal schwer zu sehen, wie seine kleine Tochter erwachsener und selbstständiger wird. Obwohl er Rileys Vater ist, behandelt er auch Maya wie seine eigene Tochter. Er war die Hauptperson in der Vorgängerserie Das Leben und Ich. Zu Beginn der dritten Staffel wird er Lehrer an der Abigail Adams High School und unterrichtet so weiterhin seine Tochter.
Topanga Matthews ist die Mutter von Riley und Auggie und die Ehefrau von Cory. Sie löst die Probleme und Bedürfnisse ihrer Kinder mit Hingabe. Topanga arbeitet in einer New Yorker Anwaltskanzlei, wo sie seit dem Beginn ihres Praktikums im Finale von Das Leben und Ich beschäftigt wird. Seit der zweiten Staffel betreibt sie ein populäres Café, das für seine Puddingspezialitäten bekannt ist und in Topanga´s umbenannt wird.
August „Auggie“ Matthews ist Rileys kleiner Bruder und Corys und Topangas fünfjähriger Sohn. Er will schnellstmöglich erwachsen werden und genauso wie sein Vater Cory sein.

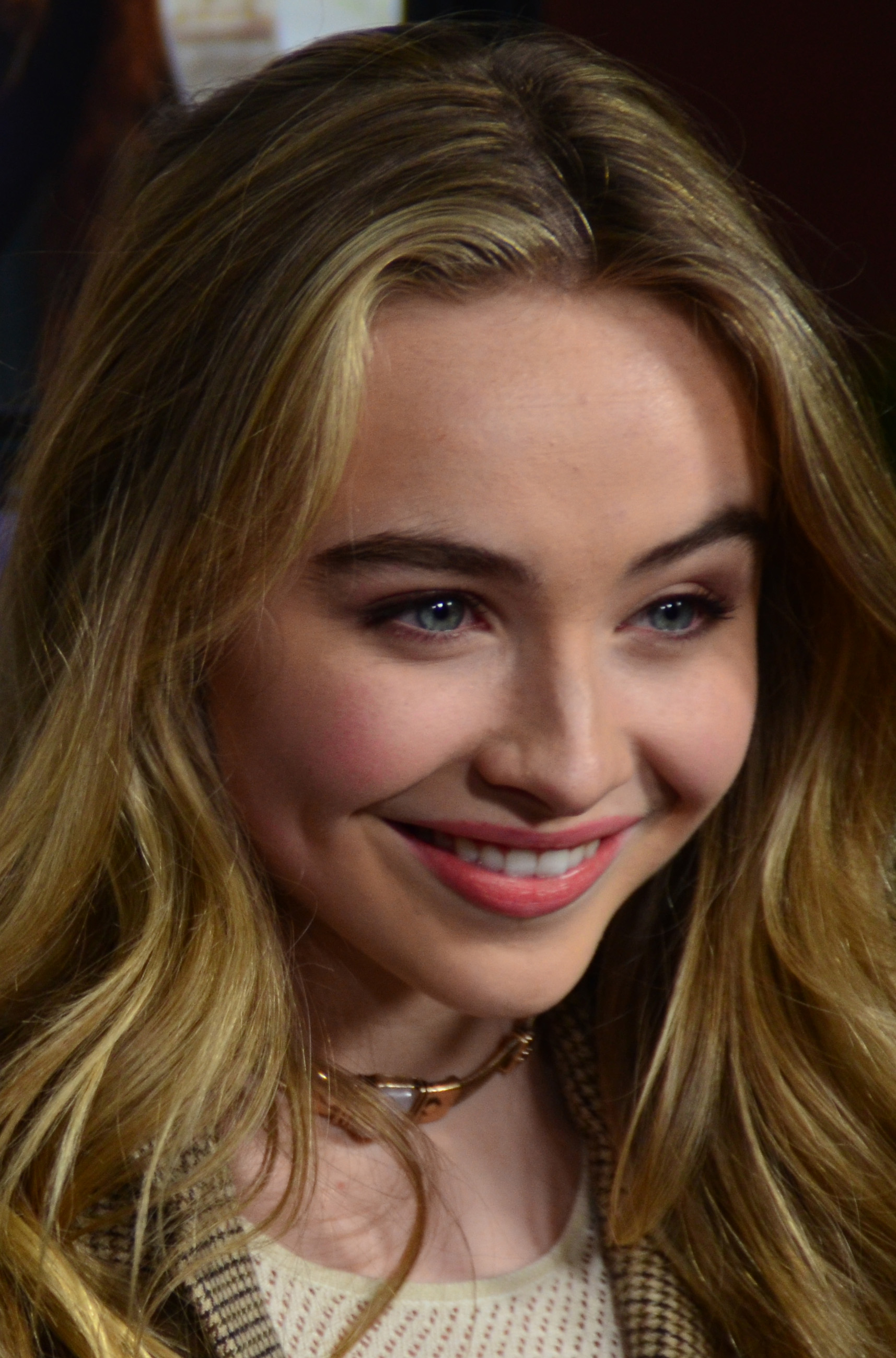
Sabrina Carpenter spielt die Hauptfigur Maya

Maya Hart ist ein starkes und unabhängiges Mädchen und Rileys allerbeste Freundin. Sie geht zusammen mit Riley, Lucas und Farkle in eine Klasse. Maya nimmt öfters auf Riley einen schlechten Einfluss, entreißt sie aus ihrer Wohlfühlzone und fordert von ihr, sie bei ihren neuen Abenteuern zu begleiten. Ihr zweiter Vorname ist Penélope. In der zweiten Staffel verliebt sich Maya in Lucas Friar.
Lucas Friar ist vor Kurzem von Austin, Texas, nach New York City gezogen. Er geht zusammen mit Riley, Maya und Farkle in eine Klasse. Lucas ist immer sehr am Unterricht von Mr. Matthews interessiert. Er hat eine Beziehung mit Riley. Als es ernst wird, beschließen die beiden, zunächst nur Freunde zu sein.
Farkle Minkus ist ein kluger, zuversichtlicher und etwas merkwürdiger Junge. Er ist einer der treuesten Freunde, den Riley und Maya jemals hatten. Farkle ist der Sohn von Stuart Minkus und ist genau wie sein Vater ein Nerd. Er ist zu Beginn in Riley und Maya verliebt. Während der zweiten Staffel beginnt er eine Beziehung mit seiner früheren Erzrivalin Smackle.

### Nebenfiguren
Katy Hart ist Mayas Mutter. Sie arbeitet als Kellnerin in einem Diner und hat den Traum einmal Schauspielerin zu werden. Ihr Verhältnis zu ihrer Tochter ist nicht immer gut, wenn sie von Maya zu einer Schulveranstaltung eingeladen wird, erscheint sie oft nicht oder verspätet.
Ava ist Auggies sechs Jahre alte Freundin. Sie kann ihm gegenüber recht manipulativ sein. Topanga kann sie nicht leiden.
Evelyn Rand ist eine ältere Frau, die Riley und Maya in der U-Bahn kennen lernen. Sie nennen sie „Verrückter Hut“, da sie immer einen solchen trägt. Später wird bekannt, dass sie eine erfolgreiche Geschäftsfrau ist.
Isadora Smackle besucht eine Spezialschule und ist Farkles größte Konkurrentin in Wettbewerben. Sie ist hochintelligent und hat das Asperger-Syndrom. Farkle ist in sie verliebt. In der dritten Staffel geht sie gemeinsam mit Farkle und den anderen auf die High School.
Zay Babineaux ist ein alter Freund von Lucas aus Texas, der in der zweiten Staffel nach New York zieht.

### Gastfiguren aus Das Leben und Ich
Shawn Hunter ist seit seiner Kindheit Corys bester Freund. Seit dem Ende von Das Leben und Ich hat Shawn sich als Schriftsteller und Fotograf bewiesen.
George Feeny  ist Corys, Shawns und Topangas ehemaliger Lehrer aus der Vorgängerserie Das Leben und Ich und unterrichtete sie von der Grundschule bis zum College. Zudem ist er auch Corys allgegenwärtiger Mentor und ehemaliger Nachbar.
Harvey „Harley“ Keiner ist Corys alter Freund. Heute arbeitet er als Hausmeister in Rileys Schule, den Job hat er durch Cory bekommen.
Stuart Minkus ist ein ehemaliger Klassenkamerad und alter Freund von Cory. Er ist der Vater von Farkle Minkus.
Alan Matthews ist Corys Vater, Topangas Schwiegervater und Großvater von deren Kindern.
Amy Matthews ist Corys Mutter, Topangas Schwiegermutter und Großmutter von deren Kindern.
Eric Matthews ist das älteste der Matthews Kinder und wird im Laufe der Serie zum Senator gewählt.

## Besetzung
| Hauptfigur       | Darsteller        | Deutscher Sprecher |
| ---------------- | ----------------- | ------------------ |
| Riley Matthews   | Rowan Blanchard   | Liv Wagener        |
| Maya Hart        | Sabrina Carpenter | Janne Wetzel       |
| Lucas Friar      | Peyton Meyer      | Mio Lechenmayr     |
| Auggie Matthews  | August Maturo     | Dominik Schneider  |
| Cory Matthews    | Ben Savage        | Patrick Schröder   |
| Topanga Matthews | Danielle Fishel   | Angela Wiederhut   |
| Farkle Minkus    | Corey Fogelmanis  | Max Schira         |

| Neben-/Gastfigur       | Darsteller      | Auftritte                    | Deutscher Sprecher |
| ---------------------- | --------------- | ---------------------------- | ------------------ |
| Evelyn Rand            | Jackée Harry    | 1.01–3.21                    | Angelika Bender    |
| Ava Morgenstern        | Ava Kolker      | 1.03–3.21                    | Sophia Gunia       |
| Katy Hart              | Cheryl Texiera  | 1.07–3.21                    | Carin C. Tietze    |
| Shawn Hunter           | Rider Strong    | 1.16–3.21                    | Beni Weber         |
| Joshua Matthews        | Uriah Shelton   | 1.16–3.21                    | Tobias Kern        |
| George Feeny           | William Daniels | 1.01, 2.01, 2.04, 3.10, 3.21 | Ekkehardt Belle    |
| Stuart Minkus          | Lee Norris      | 1.07                         | Manuel Straube     |
| Alan Matthews          | William Russ    | 1.16, 3.21                   | Walter von Hauff   |
| Amy Matthews           | Betsy Randle    | 1.16, 3.21                   | Katharina Lopinski |
| Eric Matthews          | Will Friedle    | 2.06, 2.10, 2.13, 3.21       | Dirk Meyer         |
| Harvey „Harley“ Keiner | Danny McNulty   | 1.12–1.13                    | Gudo Hoegel        |

1. ↑  Bis Ep. 11 als Nebendarsteller geführt
2. 1 2 3 4 5 6 7  aus Das Leben und Ich

## Ausstrahlung
Die erste Folge wurde als Preview nach der Premiere des Disney Channel Original Movie Ferngesteuert am 27. Juni 2014 ausgestrahlt. Sie wurde von 5,2 Millionen Zuschauern gesehen. Die reguläre Ausstrahlung begann am 11. Juli 2014. In Deutschland wurde die Sendung ab dem 11. Mai 2015 beim Disney Channel ausgestrahlt. Das Titellied der amerikanischen Fassung wurde in der deutschen Version übersetzt.

## Episodenliste

### Staffel 1
| Nr. (ges.) | Nr. (St.) | Deutscher Titel                    | Originaltitel                    | Erstausstrahlung USA | Deutschsprachige Erstveröffentlichung (D/A/CH) | Regie          | Drehbuch                                               |
| --- | --------- | ---------------------------------- | -------------------------------- | -------------------- | ---------------------------------------------- | -------------- | ------------------------------------------------------ |
| 1 | 1         | Die Welt und Riley                 | Girl Meets World                 | 27. Juni 2014        | 11. Mai 2015                                   | John Whitesell | Michael Jacobs                                         |
| Die Folge beginnt, als Riley und Maya versuchen, aus Rileys Schlafzimmer zu schleichen, um mit der U-Bahn zu fahren. Ihr Plan scheitert jedoch, sie dürfen aber später zur U-Bahn und treffen Lucas Friar in einem der Züge. Die beiden Mädchen kommen zu spät zum Geschichtsunterricht und entdecken dort, dass ihr Geschichtslehrer Rileys Vater Cory ist. Farkle hat ein Auge auf Riley und Maya geworfen. Gastauftritte: William Daniels als George Feeny und Jackée Harry als Evelyn Rand |           |                                    |                                  |                      |                                                |                |                                                        |
| 2 | 2         | Der Junge und Riley                | Girl Meets Boy                   | 11. Juli 2014        | 12. Mai 2015                                   | Joel Zwick     | Michael Jacobs                                         |
| Cory gibt seinen Schülern den Auftrag, auf althergebrachte Weise zu recherchieren und nimmt ihnen dafür ihre Handys weg. Riley, Maya, Farkles und Lucas gehen deshalb gemeinsam in die Bibliothek, die für sie wie ein Ort aus einer anderen Zeit wirkt. Dabei kommt Riley ihrem Lernpartner Lucas näher. |           |                                    |                                  |                      |                                                |                |                                                        |
| 3 | 3         | Der Überraschungsangriff und Riley | Girl Meets Sneak Attack          | 18. Juli 2014        | 13. Mai 2015                                   | Joel Zwick     | Cindy Fang                                             |
| Riley ist zu Beginn superglücklich, bis sie sieht, dass sich ein anderes Mädchen, Missy, an Lucas heranmacht. Sie ist sich unsicher, was sie selbst will, hat aber ein ungutes Gefühl, wenn sich Missy ihm nähert, und bittet Farkle, ihr zu helfen. Da Missy und Lucas nachsitzen müssen, ärgert sie ihren Lehrer, um auch nachzusitzen. Dort entscheidet sich schließlich Lucas, dass er lieber mit seinen Freunden rumhängen will als mit Missy. Inzwischen versucht Auggie, schnell erwachsen zu werden und alte Gewohnheiten aus seiner Kindheit abzulegen. |           |                                    |                                  |                      |                                                |                |                                                        |
| 4 | 4         | Der Vater und Riley                | Girl Meets Father                | 25. Juli 2014        | 14. Mai 2015                                   | Joel Zwick     | Randi Barnes                                           |
| Riley will auf einen Schulball gehen, der zeitlich mit der geplanten Achterbahnfahrt mit ihrem Vater zusammenfällt. Cory will diese Tradition aber nicht brechen. Maya kriegt von ihm eine 6 in einer Arbeit, woraufhin sie die Schule schmeißen will, weil sie sowieso nichts mehr lernen könne. |           |                                    |                                  |                      |                                                |                |                                                        |
| 5 | 5         | Die Wahrheit und Riley             | Girl Meets the Truth             | 1. Aug. 2014         | 15. Mai 2015                                   | Joel Zwick     | Matthew Nelson                                         |
| Um seine Gefühle nicht zu verletzen, sagt Riley Farkle, er wäre ein guter Schauspieler bei einer Schulaufführung gewesen, was aber gar nicht stimmt, woraufhin er dann Schauspieler werden möchte. Topanga ist sauer auf Cory, da er ihre Kochkünste kritisiert. |           |                                    |                                  |                      |                                                |                |                                                        |
| 6 | 6         | Die Streberparty und Riley         | Girl Meets Popular               | 8. Aug. 2014         | 18. Mai 2015                                   | Jon Rosenbaum  | Jeff Menell                                            |
| Riley ist zu einer Party eingeladen. Es stellt sich heraus, dass dort alle „Geeks“ sind. Da Riley von ihnen geachtet wird, schließt sie sich ihnen an und verändert dabei ihre ganze Persönlichkeit. Gaststar: Cloris Leachman als Mrs. Svorski |           |                                    |                                  |                      |                                                |                |                                                        |
| 7 | 7         | Die Kunst und Riley                | Girl Meets Maya’s Mother         | 15. Aug. 2014        | 19. Mai 2015                                   | John Whitesell | Matthew Nelson                                         |
| 8 | 8         | Der Wettkampf und Riley            | Girl Meets Smackle               | 12. Sep. 2014        | 20. Mai 2015                                   | Ben Savage     | Teresa Kale                                            |
| 9 | 9         | Die Sechziger und Riley            | Girl Meets 1961                  | 19. Sep. 2014        | 21. Mai 2015                                   | Rider Strong   | Matthew Nelson                                         |
| 10 | 10        | Die Hut Lady und Riley             | Girl Meets Crazy Hat             | 26. Sep. 2014        | 22. Mai 2015                                   | Joel Zwick     | Lauren Otero                                           |
| 11 | 11        | Die Welt des Grauens und Riley     | Girl Meets World of Terror       | 2. Okt. 2014         | 31. Okt. 2015                                  | Joel Zwick     | Teresa Kale                                            |
| 12 | 12        | Der Küchendienst und Riley         | Girl Meets the Forgotten         | 10. Okt. 2014        | 25. Mai 2015                                   | Joel Zwick     | Jeff Menell                                            |
| 13 | 13        | Der Fiesling und Riley             | Girl Meets Flaws                 | 17. Okt. 2014        | 26. Mai 2015                                   | Joel Zwick     | Mark Blutman                                           |
| 14 | 14        | Die Freundschaft und Riley         | Girl Meets Friendship            | 21. Nov. 2014        | 27. Mai 2015                                   | John Whitesell | Mark Blutman                                           |
| 15 | 15        | Der Bruder und Riley               | Girl Meets Brother               | 28. Nov. 2014        | 28. Mai 2015                                   | John Whitesell | Randi Barnes, Cindy Fang, Teresa Kale und Lauren Otero |
| Gaststar: Herbie Hancock |           |                                    |                                  |                      |                                                |                |                                                        |
| 16 | 16        | Die Feiertage und Riley            | Girl Meets Home for the Holidays | 5. Dez. 2014         | 6. Dez. 2015                                   | John Whitesell | Jeff Menell                                            |
| 17 | 17        | Der Spieleabend und Riley          | Girl Meets Game Night            | 9. Jan. 2015         | 29. Mai 2015                                   | Michael Kelly  | Cindy Fang, Lauren Otero und Randi Barnes              |
| 18 | 18        | Der Masterplan und Riley           | Girl Meets Master Plan           | 16. Jan. 2015        | 1. Juni 2015                                   | Jon Rosenbaum  | Michael Jacobs                                         |
| 19 | 19        | Die Preisverleihung und Riley      | Girl Meets Farkle’s Choice       | 6. Feb. 2015         | 30. Mai 2015                                   | John Whitesell | Mark Blutman                                           |
| Gaststar: Jane Lynch |           |                                    |                                  |                      |                                                |                |                                                        |
| 20 | 20        | Das Date und Riley                 | Girl Meets First Date            | 27. März 2015        | 2. Juni 2015                                   | —              | —                                                      |
| 21 | 21        | Das neue Kleid und Riley           | Girl Meets Demolition            | 17. Apr. 2015        | 24. März 2020                                  | Joel Zwick     | Jeff Menell                                            |
| Maya und Riley wollen ihre alte Kleidung in einem Laden namens „Demolition“ verkaufen. Von der windigen Verkäuferin Aubrey wird Riley aber übers Ohr gehauen und kauft ein überteuertes Kleid. Ihr Vater will die Sache regeln, die Verkäuferin schafft es jedoch, ihm ein viel zu teures Justin-Timberlake-Outfit zu verkaufen. Nachdem auch ihre Mutter beim Versuch, das Geld erstattet zu bekommen, gescheitert ist, hat Riley einen intelligenten Plan. Gaststar: Debby Ryan als Aubrey Bemerkung: Diese Folge ist unter dem Titel Girl Meets What the What bekannt, sie wurde erstmals im Rahmen des „What the What?“-Wochenendes ausgestrahlt. Obwohl zusammen mit den anderen Folgen der zweiten Staffel produziert, zählt diese Folge nicht zur zweiten Staffel. |           |                                    |                                  |                      |                                                |                |                                                        |

### Staffel 2
| Nr. (ges.) | Nr. (St.) | Deutscher Titel                 | Originaltitel                               | Erstausstrahlung USA                    | Deutschsprachige Erstveröffentlichung (A/D/CH) | Regie                        | Drehbuch                         |
| --- | --------- | ------------------------------- | ------------------------------------------- | --------------------------------------- | ---------------------------------------------- | ---------------------------- | -------------------------------- |
| 22 | 1         | Die Schwerkraft und Riley       | Girl Meets Gravity                          | 11. Mai 2015                            | 24. März 2020                                  | Rider Strong                 | Randi Barnes                     |
| 23 | 2         | Das Gefühlschaos und Riley      | Girl Meets the New World                    | 12. Mai 2015                            | 24. März 2020                                  | Joel Zwick                   | Teresa Kale                      |
| 24 | 3         | Das Geheimnis des Lebens        | Girl Meets the Secret of Life               | 13. Mai 2015                            | 24. März 2020                                  | Rider Strong & Shiloh Strong | Mark Blutman                     |
| 25 | 4         | Die Zeitkapsel und Riley        | Girl Meets Pluto                            | 14. Mai 2015                            | 24. März 2020                                  | Joel Zwick                   | Matthew Nelson                   |
| 26 | 5         | Der große Streit und Riley      | Girl Meets Mr. Squirrels                    | 15. Mai 2015                            | 24. März 2020                                  | Rider Strong & Shiloh Strong | Michael Jacobs                   |
| 27 | 6         | Die Collegeparty und Riley      | Girl Meets the Tell-Tale-Tot                | 5. Juni 2015                            | 24. März 2020                                  | Ben Savage                   | Teresa Kale                      |
| 28 | 7         | Die Regeln und Riley            | Girl Meets Rules                            | 12. Juni 2015                           | 24. März 2020                                  | Rider Strong & Shiloh Strong | Randi Barnes                     |
| 29 | 8         | Der Hurricane und Riley         | Girl Meets Hurricane                        | 19. Juni 2015                           | 24. März 2020                                  | William Russ                 | Matthew Nelson                   |
| 30 | 9         | Der Wahlkampf und Riley         | Girl Meets Mr. Squirrels Goes to Washington | 10. Juli 2015                           | 24. März 2020                                  | Rider Strong & Shiloh Strong | Mark Blutman                     |
| 31 | 10        | Die neue Lehrerin und Riley     | Girl Meets the New Teacher                  | 17. Juli 2015                           | 24. März 2020                                  | Joel Zwick                   | Michael Jacobs                   |
| 32 | 11        | Der Goldfisch und Riley         | Girl Meets Fish                             | 24. Juli 2015                           | 22. Sep. 2018                                  | Michael A. Joseph            | David J. Jacobs & Michael Jacobs |
| 33 | 12        | Das Jahrbuch und Riley          | Girl Meets Yearbook                         | 7. Aug. 2015                            | 24. März 2020                                  | Rider Strong & Shiloh Strong | Teresa Kale                      |
| 34 | 13        | Der Schulball und Riley         | Girl Meets Semi-Formal                      | 14. Aug. 2015                           | 24. März 2020                                  | Joel Zwick                   | Will Friedle                     |
| Gaststars: Sheppard                                                                                           |           |                                 |                                             |                                         |                                                |                              |                                  |
| 35 | 14        | Die Musik und Riley             | Girl Meets Creativity                       | 21. Aug. 2015                           | 24. März 2020                                  | Rider Strong & Shiloh Strong | Matthew Nelson                   |
| 36 | 15        | Der neue Farkle und Riley       | Girl Meets I Am Farkle                      | 11. Sep. 2015                           | 24. März 2020                                  | Willie Garson                | Mark Blutman                     |
| 37 | 16        | Die perfekten Eltern und Riley  | Girl Meets Cory and Topanga                 | 18. Sep. 2015                           | 24. März 2020                                  | Ben Savage                   | Joshua Jacobs                    |
| 38 | 17        | Rileytown und Riley             | Girl Meets Rileytown                        | 25. Sep. 2015                           | 24. März 2020                                  | Michael A Joseph             | Lauren Otero                     |
| 39 | 17        | Der Geist und Riley             | Girl Meets World of Terror 2                | 2. Okt. 2015                            | 24. März 2020                                  | Joel Zwick                   | Jeff Menell                      |
| Anmerkung: Crossover mit Austin & Ally und Gaststars Ross Lynch als Austin Moon, Laura Marano als Ally Dawson |           |                                 |                                             |                                         |                                                |                              |                                  |
| 40 | 19        | Die Beharrlichkeit und Riley    | Girl Meets Rah Rah                          | 9. Okt. 2015                            | 24. März 2020                                  | Joel Zwick                   | Randi Barnes                     |
| Gaststar: Perez Hilton                                                                                        |           |                                 |                                             |                                         |                                                |                              |                                  |
| 414243 | 202122    | Texas und Riley                 | Girl Meets Texas                            | 16. Okt. 201517. Okt. 201518. Okt. 2015 | 24. März 2020                                  | Rider Strong & Shiloh Strong | Michael Jacobs & Matthew Nelson  |
| Gaststars: Maddie & Tae als sie selbst                                                                        |           |                                 |                                             |                                         |                                                |                              |                                  |
| 44 | 23        | Das Vergebungsprojekt und Riley | Girl Meets the Forgiveness Project          | 6. Nov. 2015                            | 24. März 2020                                  | Joel Zwick                   | Matthew Nelson                   |
| 45 | 24        | Der Glaube und Riley            | Girl Meets Belief                           | 13. Nov. 2015                           | 24. März 2020                                  | Joel Zwick                   | Jeff Menell                      |
| 46 | 25        | Das neue Jahr und Riley         | Girl Meets the New Year                     | 4. Dez. 2015                            | 24. März 2020                                  | Joel Zwick                   | Mark Blutman                     |
| 47 | 26        | Das Experiment und Riley        | Girl Meets STEM                             | 4. Dez. 2015                            | 24. März 2020                                  | Rider Strong & Shiloh Strong | Teresa Kale                      |
| 48 | 27        | Investitionen und Riley         | Girl Meets Money                            | 22. Jan. 2015                           | 24. März 2020                                  | Rider Strong & Shiloh Strong | Aaron Jacobs & Jeff Menell       |
| Gaststar: Mark Cuban                                                                                          |           |                                 |                                             |                                         |                                                |                              |                                  |
| 49 | 28        | Die Genossen und Riley          | Girl Meets Communism                        | 12. Feb. 2015                           | 24. März 2020                                  | Danielle Fishel              | Joshua Jacobs & Michael Jacobs   |
| 50 | 29        | Das Erkerfenster und Riley      | Girl Meets the Bay Window                   | 19. Feb. 2015                           | 24. März 2020                                  | Ben Savage                   | Joshua Jacobs                    |
| 51 | 30        | Der Nachlass und Riley          | Girl Meets Legacy                           | 11. März 2015                           | 24. März 2020                                  | Joel Zwick                   | Randi Barnes                     |

### Staffel 3
| Nr. (ges.)                            | Nr. (St.) | Deutscher Titel                   | Originaltitel                         | Erstausstrahlung USA | Deutschsprachige Erstveröffentlichung (D/A/CH) |
| ------------------------------------- | --------- | --------------------------------- | ------------------------------------- | -------------------- | ---------------------------------------------- |
| 52                                    | 1         | Die High School und Riley         | Girl Meets High School: Part One      | 3. Juni 2016         | 24. März 2020                                  |
| Gastauftritt: Ashley Argota als Nikki |           |                                   |                                       |                      |                                                |
| 53                                    | 2         | Die High School und Riley Teil 2  | Girl Meets High School: Part Two      | 5. Juni 2016         | 24. März 2020                                  |
| 54                                    | 3         | Jexica und Riley                  | Girl Meets Jexica                     | 10. Juni 2016        | 24. März 2020                                  |
| 55                                    | 4         | Roberta und Riley                 | Girl Meets Permanent Record           | 17. Juni 2016        | 24. März 2020                                  |
| 56                                    | 5         | Die lilafarbene Katze und Riley   | Girl Meets Triangle                   | 24. Juni 2016        | 24. März 2020                                  |
| 57                                    | 6         | Die Verwandlung und Riley         | Girl Meets Upstate                    | 8. Juli 2016         | 24. März 2020                                  |
| 58                                    | 7         | Die neue Freundschaft und Riley   | Girl Meets True Maya                  | 15. Juli 2016        | 24. März 2020                                  |
| 59                                    | 8         | Die Natur und Riley Teil 1        | Girl Meets Ski Lodge: Part 1          | 22. Juli 2016        | 24. März 2020                                  |
| 60                                    | 9         | Die Natur und Riley Teil 2        | Girl Meets Ski Lodge: Part 2          | 29. Juli 2016        | 24. März 2020                                  |
| 61                                    | 10        | Die Hochzeit und Riley            | Girl Meets I Do                       | 12. Aug. 2016        | 24. März 2020                                  |
| 62                                    | 11        | Die Regeln und Riley              | Girl Meets Sassy Haltertop            | 19. Aug. 2016        | 24. März 2020                                  |
| 63                                    | 12        | Barry der Bär-Bär und Riley       | Girl Meets Bear                       | 26. Aug. 2016        | 24. März 2020                                  |
| 64                                    | 13        | Der Familienstammbaum und Riley   | Girl Meets the Great Lady of New York | 16. Sep. 2016        | 24. März 2020                                  |
| 65                                    | 14        | Der Körper und Riley              | Girl Meets She Don’t Like Me          | 23. Sep. 2016        | 24. März 2020                                  |
| 66                                    | 15        | Die Halloweengeschichte und Riley | Girl Meets World of Terror 3          | 14. Okt. 2016        | 24. März 2020                                  |
| 67                                    | 16        | Die Rebellion und Riley           | Girl Meets Her Monster                | 4. Nov. 2016         | 24. März 2020                                  |
| 68                                    | 17        | Stars und Riley                   | Girl Meets Hollyworld                 | 18. Nov. 2016        | 24. März 2020                                  |
| 69                                    | 18        | Die Geschenke und Riley           | Girl Meets a Christmas Maya           | 2. Dez. 2016         | 24. März 2020                                  |
| 70                                    | 19        | Wir und Riley                     | World Meets Girl                      | 6. Jan. 2017         | 24. März 2020                                  |
| 71                                    | 20        | Die Überraschungsparty und Riley  | Girl Meets Sweet Sixteen              | 13. Jan. 2017        | 24. März 2020                                  |
| 72                                    | 21        | Der Abschied und Riley            | Girl Meets Goodbye                    | 20. Jan. 2017        | 24. März 2020                                  |

## Rezeption
Das Leben und Riley erhielt ein überwiegend gutes Presseecho, was sich auch in den Auswertungen US-amerikanischer Aggregatoren widerspiegelt. So erfasst Rotten Tomatoes 84 % wohlwollende Besprechungen für Staffel 1 und ordnet sie dementsprechend als „Frisch“ ein. Metacritic ermittelt eine durchschnittliche Bewertung von 64/100 aus den gelisteten Besprechungen.
Kevin Fallon von The Daily Beast bezeichnete Das Leben und Riley als „Perfekt angenehme Disney-Channel-Serie“.
| Jahr | Preis                          | Kategorie                  | Empfänger                                      | Resultat  |
| ---- | ------------------------------ | -------------------------- | ---------------------------------------------- | --------- |
| 2014 | Teen Choice Awards             | Choice Summer TV Show      | Girl Meets World                               | Nominiert |
| 2015 | Writers Guild of America Award | Drehbuch einer Kinderserie | Matthew Nelson für die Folge „Girl Meets 1961“ | Nominiert |
| 2015 | Teen Choice Awards             | Choice TV Show: Comedy     | Girl Meets World                               | Nominiert |